# Opatovac (Csernek)
Opatovac falu Horvátországban, Bród-Szávamente megyében. Közigazgatásilag Csernekhez tartozik.

## Fekvése
Bródtól légvonalban 49, közúton 64 km-re északnyugatra, Pozsegától   légvonalban 19, közúton 23 km-re nyugatra, községközpontjától 6 km-re északkeletre, a Psunj-hegység lejtőin, a Medvedji-patak partján fekszik.

## Története
A mai Opatovacot több történész  is a középkori forrásokban „Lyphyne, Lipina, Ljupina” néven említett birtokkal azonosítja. Lipinét 1279-ben említik először abban az oklevélben, melyben Zavid fia Gergely elcseréli Vučjak birtokát a rudinai apátság „Lyphyne” nevű birtokával. Az oklevélből az is kiderül, hogy a birtokot részben egy út, részben pedig az azonos nevű patak határolta. Ljupina első említése 1261-ben „Zelnatech” földje határának leírásánál történt. Az 1335 és 1337 között kelt pápai tizedjegyzék kétszer is említ egy Pál nevű ljupinei papot. Az okiratból kiderül, hogy az itteni plébániatemplom Keresztelő Szent János tiszteletére volt szentelve. A templomot az Szentszék egy 1429. február 14-én kelt oklevele is megemlíti. 1446-ban és 1500-ban a birtok már Podversia várához tartozott.  A török a környező településekkel együtt 1536 körül foglalta el. 
Az első katonai felmérés térképén „Dorf Oppatovacz” néven található. Lipszky János 1808-ban Budán kiadott repertóriumában „Opatovacz” néven szerepel.  
Nagy Lajos 1829-ben kiadott művében „Opatovacz” néven 59 házzal, 458 katolikus vallású lakossal találjuk. 
1857-ben 314, 1910-ben 510 lakosa volt. Az 1910-es népszámlálás szerint teljes lakossága horvát anyanyelvű volt. Pozsega vármegye Újgradiskai járásának része volt. Az első világháború után 1918-ban az új szerb-horvát-szlovén állam, majd később (1929-ben) Jugoszlávia része lett. 1991-től a független Horvátországhoz tartozik. 1991-ben lakosságának 99%-a horvát nemzetiségű volt. 2011-ben a településnek 332 lakosa volt. 
Már 1939 óta működik a település iskolája és vízvezetéke. Egyetlen vegyesáru boltja van. 
A helyi gazdaság alapja a mezőgazdaság, a szőlőtermesztés és az állattartás. A gazdaság fejlesztése érdekében kiemelt állami támogatást élvez. A falu búcsúünnepe a Szent Rókus ünnepét, augusztus 16-át követő vasárnap.

## Lakossága
| Lakosság változása | Lakosság változása | Lakosság változása | Lakosság változása | Lakosság változása | Lakosság változása | Lakosság változása | Lakosság változása | Lakosság változása | Lakosság változása | Lakosság változása | Lakosság változása | Lakosság változása | Lakosság változása | Lakosság változása | Lakosság változása |
| ------------------ | ------------------ | ------------------ | ------------------ | ------------------ | ------------------ | ------------------ | ------------------ | ------------------ | ------------------ | ------------------ | ------------------ | ------------------ | ------------------ | ------------------ | ------------------ |
| 1857               | 1869               | 1880               | 1890               | 1900               | 1910               | 1921               | 1931               | 1948               | 1953               | 1961               | 1971               | 1981               | 1991               | 2001               | 2011               |
| 314                | 344                | 378                | 428                | 459                | 510                | 498                | 559                | 547                | 539                | 507                | 424                | 394                | 385                | 373                | 332                |

## Nevezetességei
Opatovac és Podversia közös temetőjében már a középkorban állt egy Szent István templom. 1758-ban egy járvány után az egyházi vizitátor ezen a helyen már egy Szent Rókus kápolnát említ. A mai Szent Rókus kápolna 1897-ben épült, 1998-ban teljesen megújították.
A faluban fennmaradt néhány szép, népi építésű (kőből és fából épített) lakóház. 
Környéke kedvelt kirándulóhely, a hegyi túrázók és a vadászok paradicsoma.

## Kultúra
A KUD „Hrvatska seljačka sloga” egyesület a falu kulturális és művészeti egyesülete. Folklórcsoportja és tamburazenekara van. Az egyesület folklórcsoportja már részt vett a Zágrábi Folklór Szemlén is. A falu idősebb asszonyai kézimunka csoportot alapítottak, ahol szövéssel, foltvarrással foglalkoznak.